# Colonia Mediodía
Colonia Mediodía är en ort i Mexiko.   Den ligger i kommunen Espinal och delstaten Veracruz, i den sydöstra delen av landet, 200 km nordost om huvudstaden Mexico City. Colonia Mediodía ligger 101 meter över havet och antalet invånare är 196.
Terrängen runt Colonia Mediodía är huvudsakligen platt, men åt nordväst är den kuperad. Runt Colonia Mediodía är det ganska tätbefolkat, med 65 invånare per kvadratkilometer. Närmaste större samhälle är Agua Dulce, 19,3 km nordost om Colonia Mediodía. Omgivningarna runt Colonia Mediodía är en mosaik av jordbruksmark och naturlig växtlighet.